# とち介

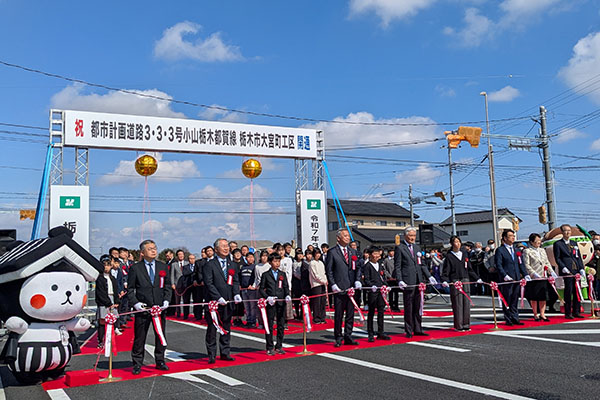
都市計画道路小山栃木都賀線の開通式。一番左がとち介。

とち介（とちすけ）とは、栃木県栃木市のマスコットキャラクターである。蔵の妖精。

## 概要
2014年4月5日、栃木県栃木市が岩舟町と合併した記念に誕生した新マスコットキャラクター。
栃木市の職員として、栃木の魅力を発信するため「ホッとあったか係長」に就任し、人々に「ホッとあったかい」気持ちになってもらえるよう頑張っている。
また、誕生した年のゆるキャラグランプリでは初登場にして8位を獲得した。

## プロフィール
- 名前：とち介
- 生まれたところ：栃木県栃木市
- 性別：男の子
- 年齢：ヒミツだよ
- 誕生日：4月5日（栃木市と岩舟町が合併した日）
- なかま：グレッピー、キララちゃん、コスもん ほか
（それぞれ大平地域、西方地域、岩舟地域のマスコットキャラクター）
- 得意なポーズ：栃木市（Tochigi City）の「T」のポーズ

## イメージソング
- 「栃木市ふるさと大使」を務めるロックバンドMAGIC OF LiFEによる公式イメージソング、「大福」が存在する[1]。

## 歴史
- 2014年
  - 4月5日　栃木市が岩舟町と合併した記念に誕生。
  - 4月7日　栃木市の職員として「ホッとあったか係長」に就任。
  - 11月3日　「ゆるキャラグランプリ2014」の結果が発表され、1,699キャラクター中（総合）第8位となった。
- 2015年
  - 3月17日　栃木市は希望者にとち介がデザインされた「オリジナルナンバープレート」を交付開始。
  - 4月5日　とち介のお誕生会を開催。友達のゆるキャラたちも駆けつけたこのイベントに1500人以上が来場した。
  - 9月6日  とち介をコースターを並べて描くモザイクアートに栃木市民たちが挑戦し、最大のコースターモザイクとしてギネス世界記録に認定された。コースターは1万枚で全長は縦9.05メートル、横9メートル[2]。
  - 11月23日 「ゆるキャラグランプリ2015」で総合6位を取得[3]。
- 2016年
  - 11月6日 「ゆるキャラグランプリ2016」で4位となった[4]。同時に行われた「ゆるキャラforチルドレン2016」で、グランプリに輝く[5]。

## テレビ出演
- 2014年
  - 4月10日　TBS系列「いっぷく!」
- 2015年
  - 5月10日　フジテレビ系列「おーい!ひろいき村」
  - 5月10日　TOKYO MXなど みうらじゅん&安斎肇のゆるキャラに負けない!に出演
  - 6月24日　NHK総合テレビ「あさイチ」